# La classe non è acqua
La classe non è acqua è un film italiano del 1997 diretto da Cecilia Calvi.

## Trama
Dopo aver insegnato per molti anni all'estero, il professor Guido Marinelli torna in Italia per prendere possesso della sua nuova cattedra in un liceo di Roma. Arrivato alla stazione Termini, una ragazzina incosciente e spaventata gli consegna una borsa, che scopre contenere un bambino. Una volta denunciato l'abbandono ai Carabinieri e affidato il neonato a una struttura sanitaria, viene a sapere che la madre è una sua allieva: Anna Scortichini, la quale non ha nessuna intenzione di riprendersi il bambino, perché ha paura di suo padre. Il papà di Anna è un uomo violento e incapace di accettare che il bambino sia nato da una relazione nascosta con un suo coetaneo, Marco Talenti.
Marco però si trova in carcere, accusato di spaccio di droga. In seguito si scopre che è innocente ed è stato proprio il padre di Anna a fare in modo che lui venisse incriminato. Risolta questa difficoltà, i due ragazzi possono riprendersi il bambino, che nel frattempo era stato in ospedale sotto le cure della dottoressa Martina Costa. Marinelli però ora ha un nuovo problema: infatti qualcuno, più gradito di lui al Provveditorato, ha pensato bene di rubargli la cattedra.
La persona che ha posto la richiesta, un certo professor Bazza, risulta nella graduatoria meglio posizionato e quindi Marinelli è costretto ad andarsene con il compiacimento del preside, il quale non approva i suoi metodi di insegnamento. Ma suoi allievi, tra cui spicca lo scapestrato Rizzuti, si sono affezionati a lui e quando vengono a sapere cosa gli è successo, protestano bloccando il traffico di una strada di Roma.
Infine con l'approvazione da parte delle autorità competenti il professor Marinelli può restare al suo posto d'insegnamento.

## Curiosità
Il brano che accompagna i titoli di coda è una canzone di Massimo Di Cataldo, intitolata Michela.